# 北戈爾登瓦利 (北達科他州)
北戈爾登瓦利（英語：North Golden Valley）是位於美國北達科他州戈爾登瓦利縣的一個未組織地區。

## 地方資料
北戈爾登瓦利的面積為371.15平方千米，當中陸地面積為370.76平方千米，而水域面積為0.38平方千米。根據2010年美國人口普查的數據，當地共有人口23人，而人口密度為每平方千米0.06人。